# Премія ім. В. Ф. Снєгірьова
Премія імені В.Ф. Снєгірьова – одна з нагород Російської академії медичних наук, заснованої 1992 року (спадкоємиця Академії медичних наук СРСР, створеної 1944 року).
Володимир Снєгірьов (1847–1917) – видатний вчений-гінеколог, професор Московського університету, один із засновників російської наукової та оперативної гінекології.